# 小林美恵子
小林 美恵子（こばやし みえこ、1958年8月26日 - ）は日本の政治家。日本共産党所属の元参議院議員（2003年7月~2007年）。

## 略歴
- 1977年 大阪教育大学Ⅱ部入学
- 1979年 日本共産党入党
- 大学卒業後、八尾市立亀井小学校、大阪府立堺養護学校（現・大阪府立堺支援学校）勤務
- 1986年 日本共産党専従職員
- 2000年 第42回衆議院議員総選挙（大阪府第3区）落選
- 2001年 第19回参議院議員通常選挙（比例代表）落選
- 2003年 筆坂秀世の辞職に伴い、参議院議員に繰り上げ当選
- 2007年 第21回参議院議員通常選挙に立候補せず

## 政治的主張
- 2003年、静岡空港建設反対の国会議員署名活動で署名者に加わっている[1]。

## 人物像
- 小学校時代に不登校になり、援助してくれた先生の影響で教師を目指す
- 大学はⅡ部に通い、昼は民間企業で働きながら学費生活費を自活して大学を卒業する